# Helictotrichon leve
Helictotrichon leve är en gräsart som först beskrevs av Eduard Hackel, och fick sitt nu gällande namn av Eva Hedwig Ingeborg Potztal. Helictotrichon leve ingår i släktet Helictotrichon och familjen gräs. Inga underarter finns listade i Catalogue of Life.